# El proceso de Juana de Arco
El proceso de Juana de Arco (en francés: Procès de Jeanne d'Arc) es una película histórica de 1962 dirigida por Robert Bresson. Juana de Arco es interpretada por Florence Delay.
Reconocida como una de las películas más famosas de Bresson, El proceso de Juana de Arco está protagonizada por artistas no profesionales y está filmada en un estilo sobrio. El guion de Bresson se extrae de las transcripciones del juicio y la rehabilitación de Joan.
La "Juana de Arco" de Bresson a menudo se compara con La pasión de Juana de Arco (1928) de Carl Theodor Dreyer. Bresson comparó esa película desfavorablemente con la suya, expresando su disgusto por las "grotescas bufonadas" de los actores en la película de Dreyer.

## Sinopsis
En 1431, Jeanne, una campesina francesa, es encarcelada por herejía y llevada a juicio en Rouen. A pesar de los rigurosos interrogatorios de los jueces y la constante persecución de los carceleros, su fe permanece inquebrantable. El incesante cuestionamiento teológico y el argumento en la corte se rompen solo por un intento ineficaz de tortura y un examen para probar su virginidad. Los ingleses, que están ansiosos por destruir la leyenda que ya se está construyendo a su alrededor, se burlan de la insistencia de Juana de que sus empresas militares fueron ordenadas por Dios. En un momento de debilidad durante el juicio, Jeanne se retracta de su fe. La condenan a cadena perpetua, pero cuando se retracta de su confesión anterior, el tribunal decreta que la quemen en la hoguera como bruja.

## Reparto
- Florence Delay (acreditada como Florence Carrez) –  Juana de Arco
- Jean-Claude Fourneau –  Obispo Cauchon
- Roger Honorat –  Jean Beaupere
- Marc Jacquier –  Jean Lemaitre
- Jean Gillibert –  Jean de Chatillon
- Michel Herubel –  Hermano Isambert de la Pierre
- André Régnier –  D'Estivet
- Arthur Le Bau –  Jean Massieu
- Marcel Darbaud –  Nicolas de Houppeville
- Philippe Dreux –  Brother Martin Ladvenu
- Paul-Robert Mimet –  Guillaume Erard
- Gérard Zingg –  Jean-Lohier

## Acogida
El proceso de Juana de Arco no fue bien recibida por los críticos en su lanzamiento original. Si bien sigue siendo menos aclamado que la mayoría de los trabajos anteriores de Bresson, Sin embargo, las revisiones retrospectivas son positivas. Tiene una calificación del 100% en Rotten Tomatoes, con una calificación promedio de 8.2 / 10.

## Premios y distinciones
Festival Internacional de Cine de Cannes
| Año  | Categoría              | Resultado |
| ---- | ---------------------- | --------- |
| 1962 | Gran Premio del Jurado | Ganador   |